# Frances (cantante)
Sophie Frances Cooke, nota solo come Frances (Oxford, 27 giugno 1993), è una cantante britannica.

## Biografia
Nata a Oxford, è cresciuta a Newbury ha studiato musica al Liverpool Institute for Performing Arts.
La sua carriera musicale è ufficialmente cominciata nell'agosto 2014, quando ha collaborato con l'etichetta discografica francese Kitsuné registrando il brano Fire May Save You. Nel luglio 2015 ha pubblicato l'EP Grow per Communion Records. Nell'ottobre dello stesso anno è uscito un secondo EP dal titolo Let It Out.
Nel novembre 2015 è stata inserita tra i finalisti del Critics' Choice Award ai BRIT Awards 2016 e nel dicembre seguente è in nomination per il Sound of... della BBC.
Nel marzo 2017 viene pubblicato il suo primo album in studio Things I've Never Said, che contiene alcuni brani già editi.

## Discografia

### Album in studio
- 2017 - Things I've Never Said

### Singoli
- 2014 - Fire May Save You
- 2015 - Grow
- 2015 - Let It Out
- 2015 - Borrowed Time
- 2016 - Don't Worry About Me
- 2016 - Say It Again
- 2016 - Under Our Feet
- 2017 - No Matter